# КАМАЗ 53212
КАМАЗ 53212 — тривісний бортовий вантажний автомобіль, що випускався Камським автомобільним заводом (КАМАЗ) з 1978 по 2001 роки на шасі КАМАЗ 53213. Є подовженою версією базової моделі сімейства КАМАЗ 5320.

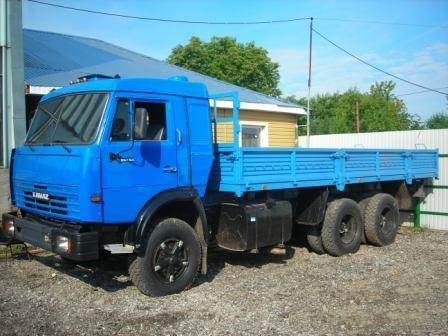
КамАЗ-53212 після фейсліфту

Бортові автомобілі КамАЗ-53212 призначені для роботи з автопоїздами переважно з причепами ГКБ 8352 того ж типорозміру. Кузов — металева платформа з відкидними боковими та заднім бортами. Настил підлоги — дерев'яний, передбачена установка тенту. Кабіна — тримісна, що відкидається вперед, з шумо-і термоізоляцією, обладнана місцями кріплення ременів безпеки, зі спальним місцем. Сидіння водія — підресорене, регулюється по масі водія, довжині, нахилу спинки. Автомобілі КАМАЗ 53212 забезпечені передпусковим підігрівачем двигуна.